# Dulce Pontes
Dulce Pontes (n. 8 aprilie 1969) este o cântăreață portugheză de fado.